# David Chalmers
David John Chalmers, född 20 april 1966 i Sydney, är en australisk filosof som är mest verksam inom medvetandefilosofin. Han är professor i filosofi och chef för Centre for Consciousness vid Australian National University. Mest uppmärksammad har han blivit genom sin formulering av det svåra problemet.